# 크리스티 브링클리
크리스티 브링클리(Christie Brinkley, 1954년 2월 2일 ~ )는 미국의 모델이다.